# Emil Abaz
Emil Abaz (in macedone Емил Абаз?; Skopje, 17 gennaio 1998) è un calciatore macedone, attaccante del City Pirates.

## Caratteristiche tecniche
È un'ala sinistra.